# Lozno (Kraljevo)
Lozno (Servisch cyrillisch Лозно) is een plaats in de Servische gemeente Kraljevo. De plaats telt 133 inwoners (2002).